# Verlobungsurne

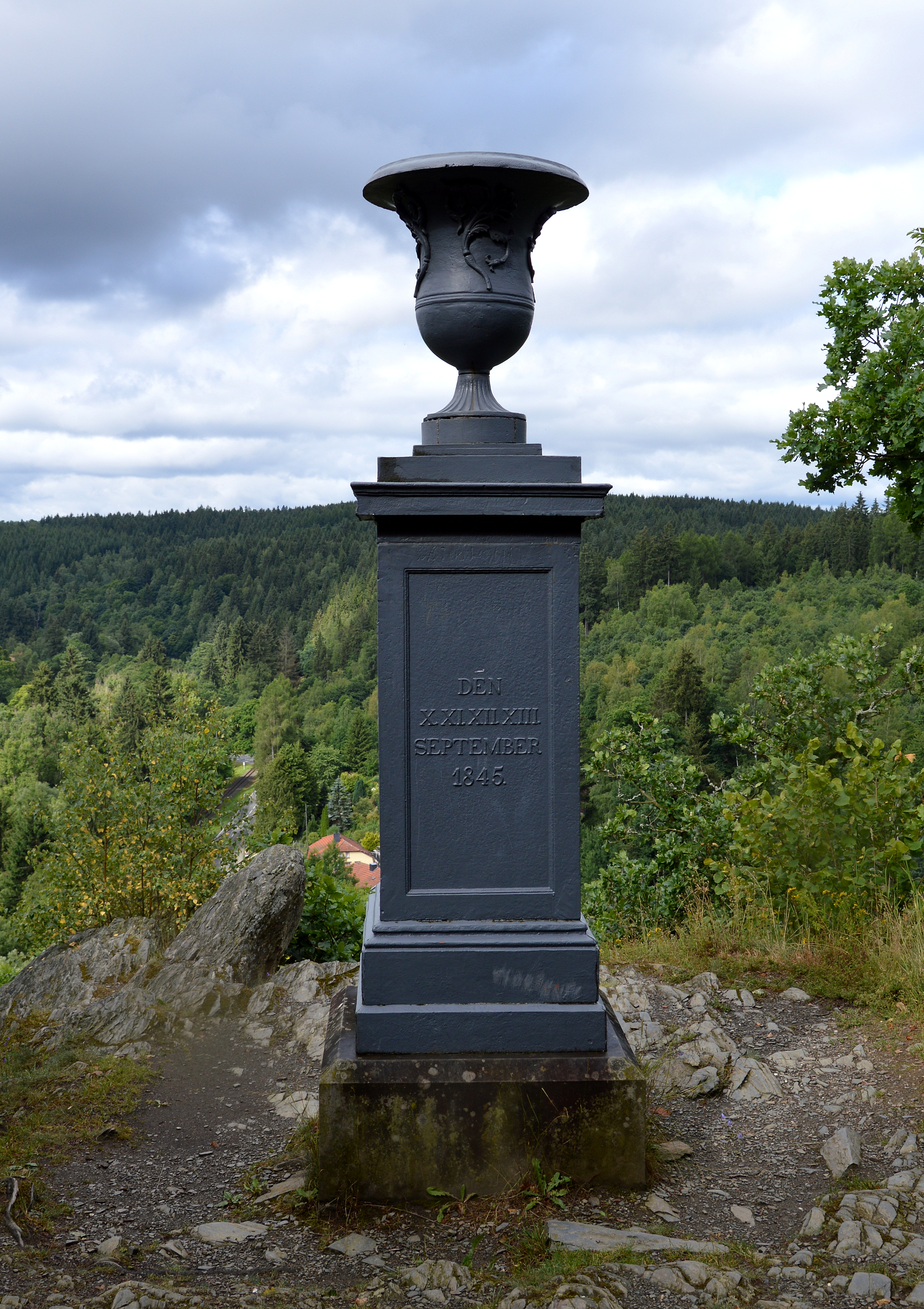
Verlobungsurne

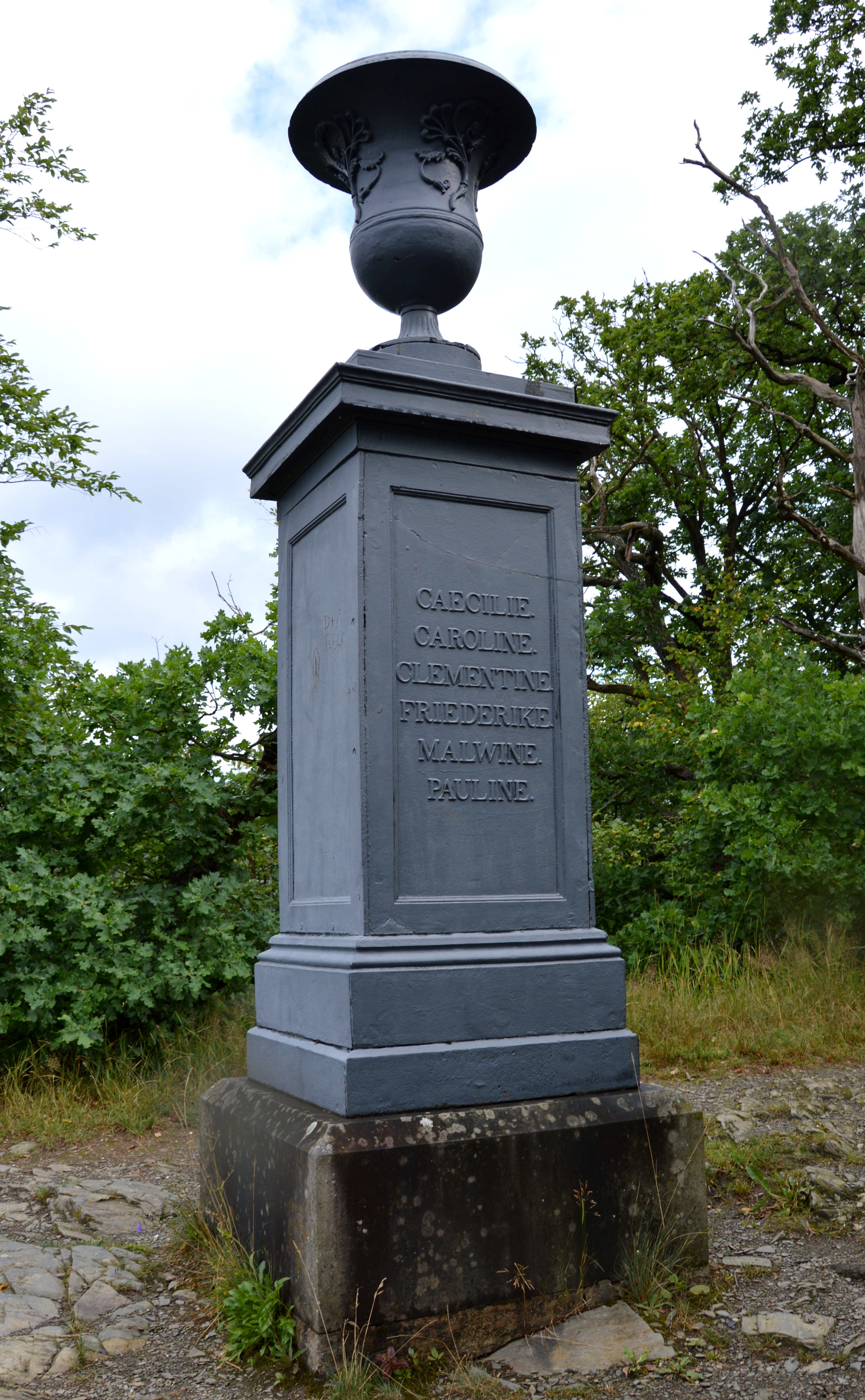
Blick von Süden

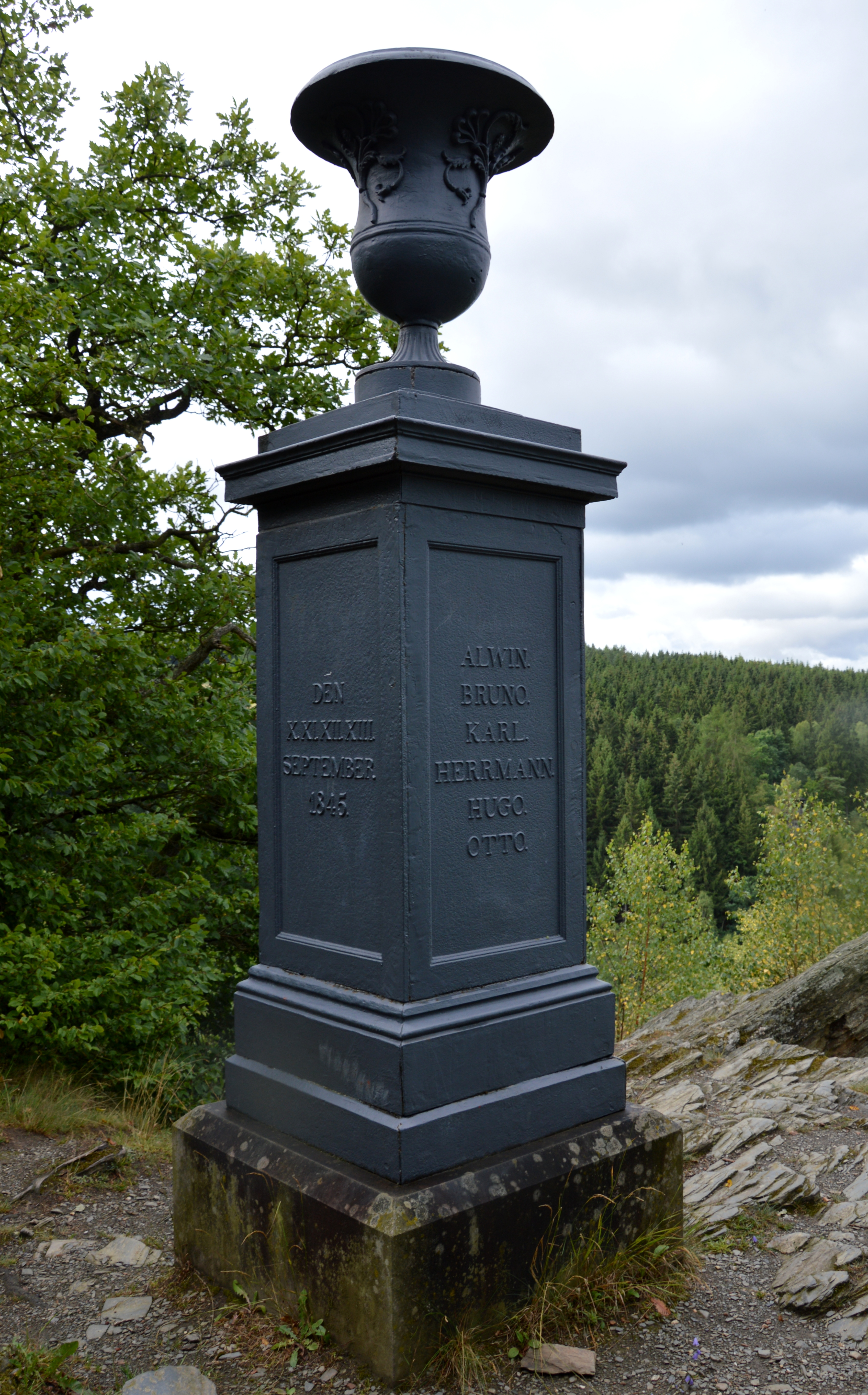
Blick von Nordosten

Die Verlobungsurne ist ein denkmalgeschütztes Erinnerungsstandbild im Ortsteil Alexisbad der Stadt Harzgerode im Harz von Sachsen-Anhalt.

## Lage
Das Denkmal befindet sich auf dem Felssporn des Habichtsteines am rechten, dem östlichen Hang des Selketales hoch über dem südlichen Ortseingang von Alexisbad. Die Klippe mit ihrem Kunstwerk liegt auf 330 Metern über NHN. An der Verlobungsurne führt der Selketalstieg entlang, der hier auf dem Klippenweg verläuft. Etwas weiter östlich befindet sich das Birkenhäuschen.

## Geschichte
Die Verlobungsurne erinnert an den Kuraufenthalt in Alexisbad und das glückliche Zusammensein von sechs adeligen, jungen Paaren aus dem Königreich Württemberg vom 10. bis zum 13. September 1845. Gestiftet wurde die Verlobungsurne von Fürst Hugo zu Hohenlohe-Oehringen, Herzog von Ujest. Der Name Verlobungsurne entstand im Volksmund und wird heute sowohl amtlich als auch im Fremdenverkehr verwendet. Eine tatsächliche Verlobung ist für das Treffen des Jahres 1845 jedoch nicht bezeugt und überliefert.
Als Entstehungsjahr wird bereits das Jahr 1845 oder 1845/1846 angegeben. Hergestellt wurde das Denkmal in einer Eisengießerei in Schlesien, die den Montanindustriellen derer von Hohenlohe gehörte. Nachdem die Urne stark verwittert war, wurde sie 1960 abgebaut und auf eine private Initiative hin restauriert. Unterstützt von der Gebrüder Bamberg KG, Harzgerode, und der Mägdesprunger Eisenhüttenwerk Carl Horn KG, Mägdesprung, wurde die Urne 1961 unter Verwendung von Originalteilen in Mägdesprung im Rahmen des Nationalen Aufbauwerkes erneuert. Zuletzt wurde das Denkmal im Jahre 1992 restauriert.

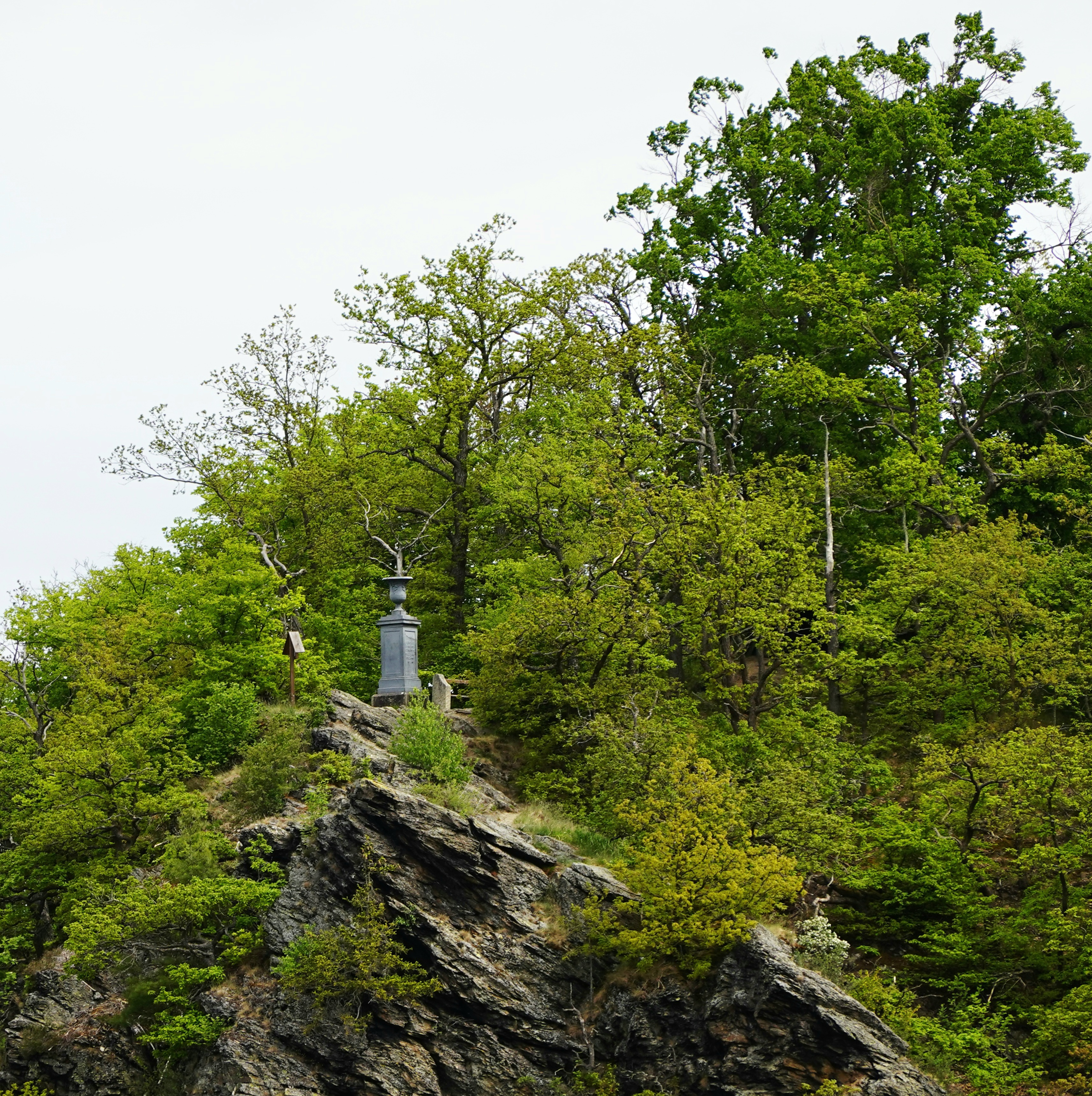
Verlobungsurne auf dem Habichtstein

## Gestaltung
Auf einem hohen Sockel aus Gusseisen befindet sich ein Aufsatz in Urnen- oder Vasenform im Stil des Klassizismus. Die Ziervase (antikisierend/zeitgenössisch auch Urne genannt) wird äußerlich rundum von floralen Motiven aus Eisenkunstguss geschmückt. Der blütenkelchartige Urnenaufsatz ist hohl, sein Inhalt leer. Der Vasenfuß bildet als Plinthe die Verbindung zum Hauptsockel.
Am Sockel sind Inschriften in Großbuchstaben angebracht. Auf der Ostseite ist der Zeitraum des Treffens vermerkt:
DEN

X. XI. XII. XIII.

SEPTEMBER

1845.

Die Südseite nennt die sechs Namen der beteiligten Damen in Buchstabenfolge:
CAECILIE.

CAROLINE.

CLEMENTINE.

FRIEDERIKE.

MALWINE.

PAULINE.

Auf der Nordseite stehen die Name der Herren in Buchstabenfolge (K galt seinerzeit als C):
ALWIN.

BRUNO.

KARL.

HERRMANN.

HUGO.

OTTO.

Die dem Tal zugewandte Westseite ist unbeschriftet.

## Denkmalschutz
Im örtlichen Denkmalverzeichnis des Landes Sachsen-Anhalt ist die Verlobungsurne unter der Erfassungsnummer 094 50100 als (Ausweisungsart) Baudenkmal verzeichnet.

## Stempelstelle
In unmittelbarer Nähe der Verlobungsurne steht die Stempelstelle 177 der Harzer Wandernadel an der kleinen Schutzhütte namens Am Habichtstein.